# Еврейское кладбище (Жоры)
Еврейское кладбище (пол. Cmentarz żydowski) — еврейское кладбище, находящееся на улице Цментарная в городе Жоры, Силезское воеводство, Польша. Некрополь имеет государственный охранный статус Парк культуры.
Некрополь был создан в 1814 году и является старейшим еврейским кладбищем в городе Жоры. Площадь некрополя составляет 0,58 гектаров. Кладбище огорожено стеной.
В 1945 году во время военного сражения был разрушен построенный в 1837 году дом для проведения погребальных обрядов, который был окончательно снесён в 60-е годы XX столетия.
В 1985 году на некрополе была проведена инвентаризация, после которой проводились технические работы по реставрации некрополя. Повторная инвентаризация проходила в 1994 году.
В 2004 году некрополь получил государственный охранный статус «Парк культуры».
В настоящее время на территории некрополя находятся около 130 надмогильных плит, среди которых 45 стоящих. На территории кладбища также произрастают 59 деревьев, имеющих 200-летний возраст.